# Fontenelle (Belgique)
Pour les articles homonymes, voir Fontenelle.
Fontenelle (en wallon Fontnale) est une section de la ville belge de Walcourt située en Région wallonne dans la province de Namur.
C'était une commune à part entière avant la fusion des communes de 1977.

## Évolution démographique
- Source: DGS, 1831 à 1970=recensements population, 1976= habitants au 31 décembre

## Histoire
En 1888, une tombe plate a été découverte à 800 m au nord-est du village au lieu-dit Vivret. Cette sépulture date de la période de La Tène I (450 av. J.-C.  à 250 av. J.-C.). La tombe était à incinération. Le mobilier funéraire, composé d'un haut vase et une grande coupe à pied, fait partie des collections du musée archéologique de Namur (Pôle muséal Les Bateliers).

## Patrimoine
Eglise Notre-Dame de l'Assomption, construite en 1876 à 1877 en style néo-gothique par l'architecte Baclène et restaurée en 1903 sur les plans de l'architecte Renard.